# Alpinklettern

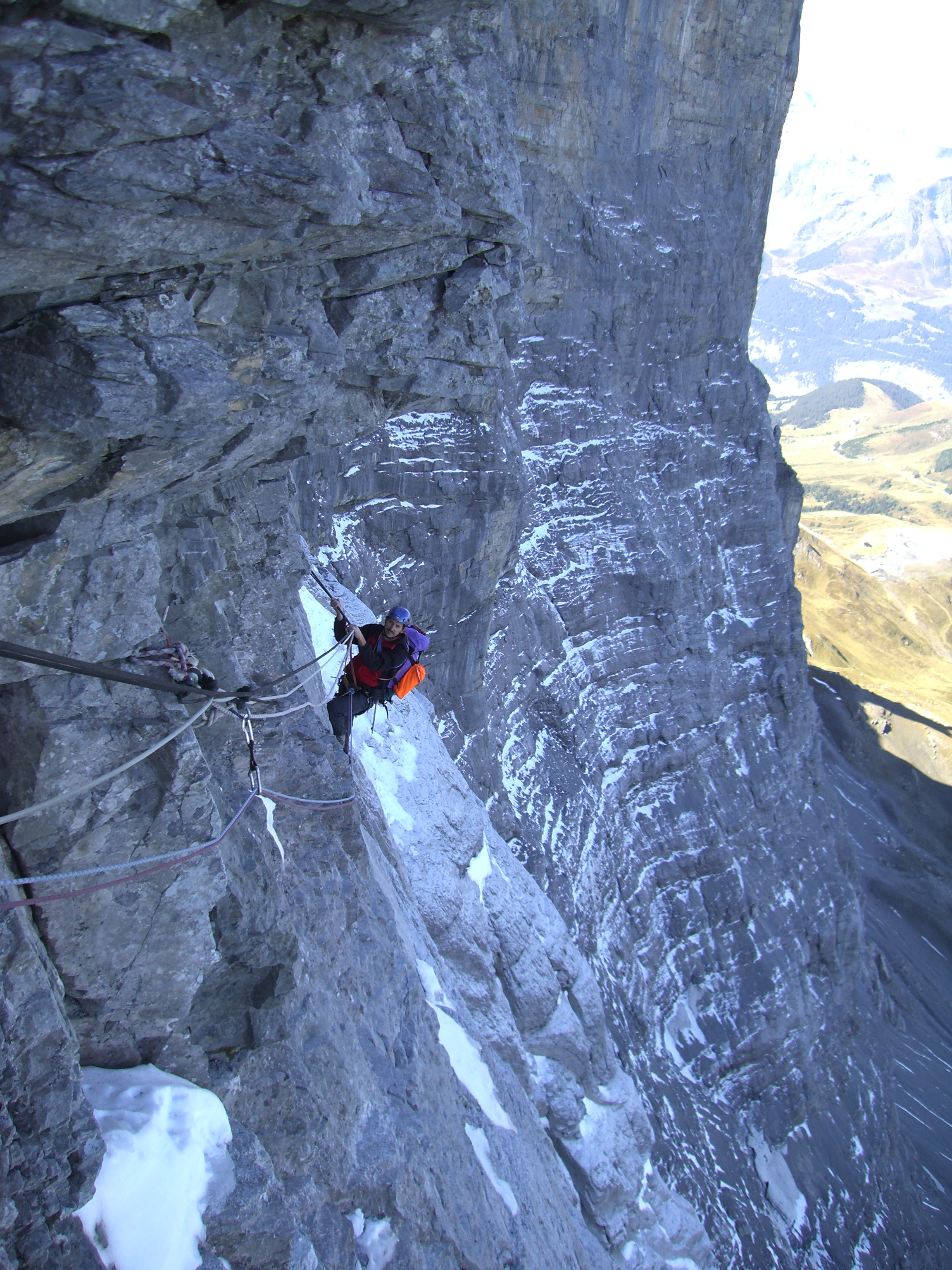
Alpines Klettern in der Eiger-Nordwand, Schweiz

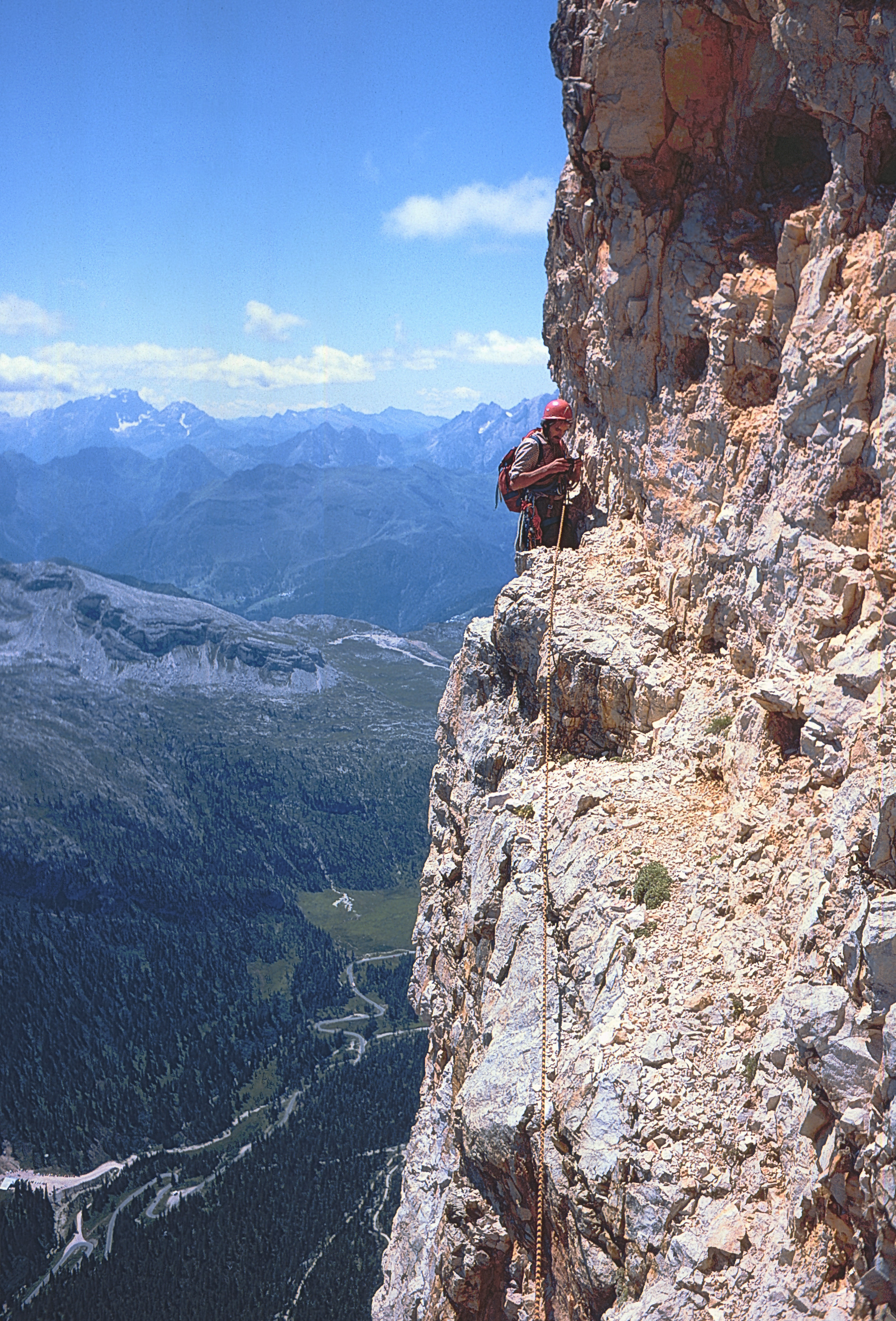
Kletterer in der Tofana Südwand in den Dolomiten, Alpen

Alpinklettern oder Alpines Felsklettern ist Klettern im Gebirge, eine Bewegung am Fels mithilfe der Beine, Arme und Hände. Zur Sicherung dienen ein Kletterseil, Klettergurt, sowie fixe oder mobile Sicherungsmittel. Alpines Klettern kann sehr vielfältig gestaltet sein, von einfachen, leicht zugänglichen Routen bis hin zu mehrtägigen Unternehmungen in abgelegenen Bergregionen. Die Schwierigkeiten können von einfach bis zu extrem anspruchsvollen Sportkletterrouten variieren. Gemeinsam ist allen Unternehmungen, dass sie im Gebirge stattfinden, wobei auch außerhalb der Alpen von alpinem Felsklettern gesprochen wird. Der besondere Reiz liegt darin, dass sich das körperliche Vergnügen an der Bewegung verbindet mit der Herausforderung am Fels und in interessanter Landschaft stattfindet.

## Spielformen
Alpines Klettern kann sehr unterschiedlich gestaltet sein, dies ist abhängig von Geländeformen der Felswände, dem eigenen Können und Erfahrung, dem Grad der Sicherheit, die die Tour bietet, die Länge und die Schwierigkeit der Tour. Je nach Einstellung gibt es unterschiedliche Möglichkeiten, das Risiko zu minimieren oder in Kauf zu nehmen. Alpines Klettern ist deutlich mehr von äußeren Bedingungen geprägt als reines Sportklettern, der Ausgang der Tour kann vom Wetter, der Dauer der Unternehmung, dem Partner und vieles mehr stark beeinflusst werden. Daher ist ein angepasster Umgang mit den Verhältnissen auf der einen Seite und dem Können und der Erfahrung auf der anderen Seite entscheidend. Je nachdem, wie diese gewichtet sind, können unterschiedliche Touren gewählt werden. Im Allgemeinen können folgende unterschiedliche alpine Klettertouren unterschieden werden, auch wenn die Übergänge fließend sind:
- Alpines Sportklettern

Eine Tour im alpinen Sportklettern zeichnet sich durch guten soliden Fels aus und dadurch, dass vertrauensvolle fixe Sicherungspunkte in mehr oder weniger engen Abständen vorhanden sind. Bohrhaken sind überall da vorhanden, wo Stürze abgesichert werden müssen, um schwerwiegende Verletzungen zu vermeiden. Der Zu- und Abstieg ist  unproblematisch und verlangt keine größere Vorbereitungen und keine umfangreiche Ausrüstung. Ein Rückzug ist ohne größere Probleme zu bewerkstelligen. Sind solche Touren auch noch eher leicht (unterhalb der Schwierigkeit von 6b), werden sie auch Plaisierklettern genannt – Klettern mit viel Genuss, erfunden in der Schweiz.
- Alpines Klettern

In einer solchen Tour kann der Fels an der einen oder anderen Stelle brüchig sein, dies bedeutet ein Steinschlagrisiko. Auch sind Bohrhaken recht selten, sodass es zwingend notwendig ist, mobile Sicherungsmittel zuverlässig setzen zu können. Trotzdem sind gute Standplätze die Regel. Die Touren sind eher lang und ein Rückzug nicht immer problemlos möglich. Der Zu- und Abstieg kann lang und umständlich sein und eventuell durch absturzgefährdetes Gelände verlaufen, Abseilen über die Route ist nicht immer möglich.
- Abenteuerklettern

Der Fels ist an einigen Stellen durch fragile, brüchige Stellen gekennzeichnet, dies bedeutet ein erhebliches Steinschlagrisiko. Sicherungen sind selten und meist nicht besonders gut. Sämtliche Sicherungen müssen selbst angebracht werden, auch die Standplätze müssen gesichert werden. Da es keine eindeutigen Zeichen für die Route gibt, ist auch die Routenfindung eine Herausforderung. Meist sind solche Touren auch lang und haben komplexe Zu- und Abstiege. Eine umfassende Ausrüstung für alle möglichen Extremfälle ist nötig und Kleidung für unterschiedliche Wettersituation muss mitgenommen werden. Dadurch wird es nötig, einen Rucksack mitzuführen, der umfangreich sein kann. Klettern mit einem schweren Rucksack kann wiederum eine Herausforderung sein. Ein Rückzug bei Wetterverschlechterung oder Unvermögen ist schwer möglich, meist ist ein Durchsteigen der Route nötig. Kritische Selbsteinschätzung, hohes Können und Erfahrung sind unabdingbar. Typische Vertreter sind Routen in den großen Nordwänden der Alpen.
Obwohl manche Routen nach heutigen Standard nicht besonders gut gesichert sind, bestehen insbesondere bei historisch bedeutsamen Routen Kontroversen hinsichtlich der Sanierung und dem nachträglichen Anbringen von zusätzlichen Haken.

## Erfordernisse einer Begehung und Klettertechnik
Eine gute Vorbereitung ist im alpinen Gelände eine zwingende Voraussetzung zur erfolgreichen Bewältigung der geplanten Tour. Dazu gehören eine realistische Zeitplanung inklusive Zu- und Abstieg, der Umgang mit Steinschlaggefahr, genaues Studium der Kletterliteratur (Topo), Einholen von Wetterprognosen, angepasste Ausrüstung und vor allem eine realistische Einschätzung des eigenen Könnens.
Beim Alpinklettern ist traditionell das Erreichen eines Berggipfels das Ziel einer Begehung, dies trifft aber heutzutage nicht mehr unbedingt zu, auch hier ist die Bewältigung der Schwierigkeit einer Route primäres Ziel. Dabei müssen in der Regel mehrere Seillängen hohe Felswände oder Pfeiler überwunden werden. Je nach Zustand oder Ausstattung der Route müssen dabei zu manchmal vorhandenen Haken in Kletterrouten zusätzliche mobile Zwischensicherungen gelegt werden.
Alpine Touren werden sowohl frei (Haken, Sicherungsgeräte, Bandschlingen werden nur zur Sicherung, nicht aber zur Fortbewegung genutzt), technisch (alle Hilfsmittel werden zur Fortbewegung benutzt), clean (Alle Sicherungen werden während der Begehung angebracht und wieder entfernt) als auch Free-Solo (ohne Sicherung, sehr, sehr selten, nur wenigen Experten vorbehalten) begangen. Außerdem gehört auch das Eisklettern zum Alpinklettern.
Da die Kletterer je nach Erreichbarkeit und Ausmaß der Routen bei alpinen Unternehmungen ganz oder teilweise auf sich allein gestellt sind, sind eine sorgfältige Routenplanung und -auswahl sowie Kenntnisse in Standplatzbau, legen mobiler Sicherungsmittel, Abseilen und Bergungstechniken erforderlich. Auch wenn beim Alpinklettern meist frei geklettert wird, kann es nötig sein, technische Kletterei anzuwenden, um an Stellen, für die der Kletterer keine frei kletterbare Lösung findet, nicht unnötig Zeit zu verlieren und so die Seilschaft in Gefahr zu bringen.

## Klettermethoden und Sicherung

### Zweier-Seilschaft

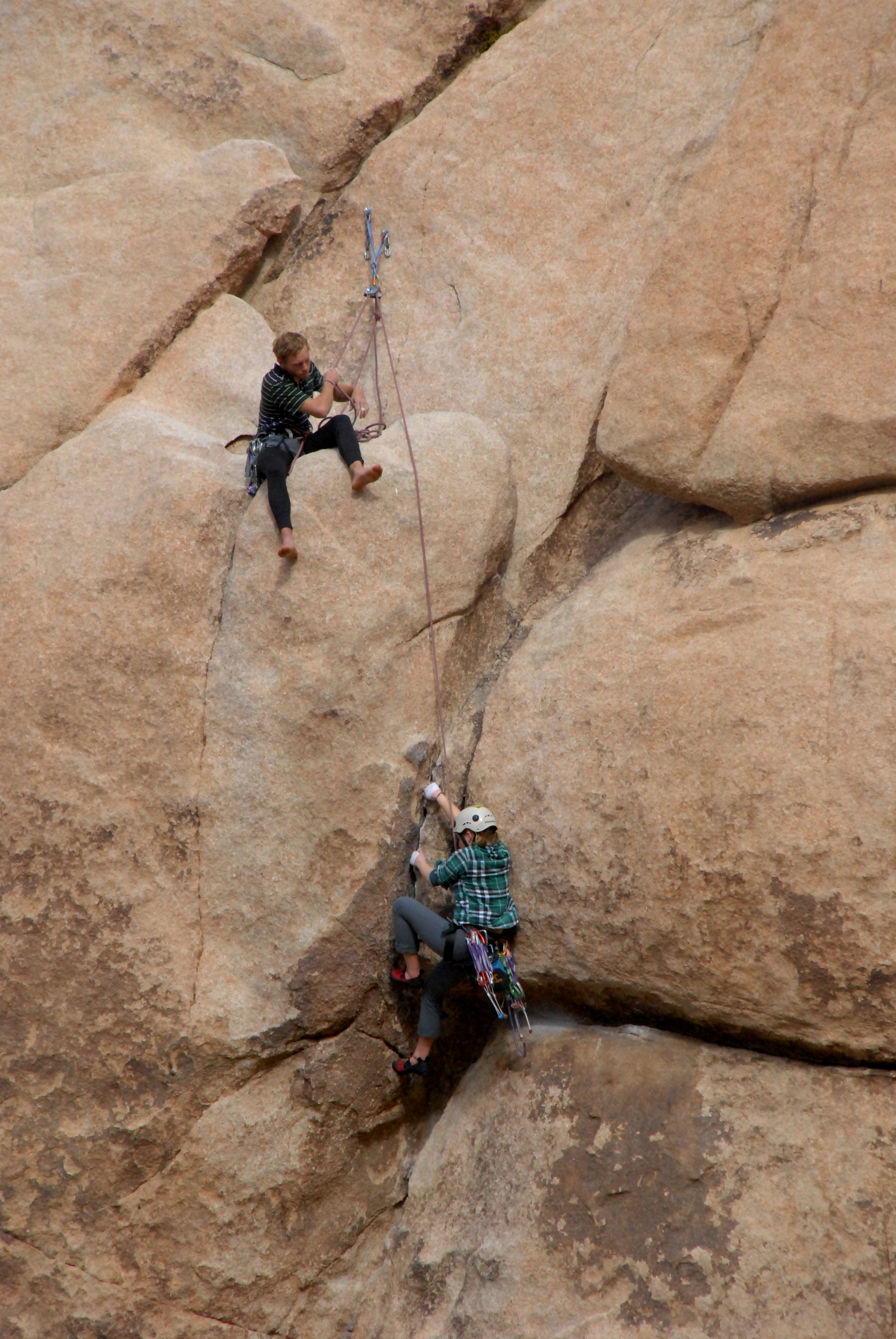
Der Vorsteiger sichert den Nachsteiger vom Standplatz aus

Der Vorsteiger steigt in die Route ein und nutzt ggf. bereits vorhandene Haken, um das Seil in daran gehängte Expresssets einzuhängen und/oder er bringt während der Begehung der Seillänge (zusätzliche) Zwischensicherungen durch mobile Sicherungsmittel (zum Beispiel Klemmgeräte oder Schlingen) an. Am Ende der jeweiligen Seillänge baut der Vorsteiger einen Standplatz. Dies kann wiederum sowohl an bereits vorhandenen Sicherungspunkten (Haken) erfolgen, wie auch an mobilen Sicherungsmitteln. Danach klettert der Nachsteiger, vom Vorsteiger von oben gesichert, bis zum Standplatz und entfernt dabei das vorher vom Kletterer als Zwischensicherung angebrachte Material. Ab dem Stand steigt der Nachsteiger entweder vor („Überschlagsklettern“) oder er übernimmt wieder die Sicherung des Vorsteigers.
Beim Überschlagsklettern kommt die Seilschaft etwas schneller voran, da sonst am Stand die Rolle von Sicherer und Kletterer getauscht werden muss. Allerdings setzt diese Methode voraus, dass beide Kletterer den Schwierigkeiten der Route im Vorstieg gewachsen sind.

### Dreier-Seilschaft
Bei der Begehung von Mehrseillängenrouten mit einer Dreier-Seilschaften werden fast immer zwei Halbseile verwendet. Dabei ist der Vorsteiger in beide Halbseile, die beiden Nachsteiger jeweils in ein Halbseil eingebunden. Der Vorsteiger klettert die Seillänge, gesichert von einem der beiden Nachsteiger. Am Ende der Seillänge baut er Stand und sichert  nun beide Nachsteiger gleichzeitig, die, (meist vertikal) versetzt, bis zum Stand klettern und dort wieder einer der beiden die Sicherung des Vorsteigers übernehmen. Diese Begehungsart ist eher selten, da sie voraussetzt, dass immer die gleiche Person führen muss. Bergführer steigen meist so, insbesondere wenn sie zwei Kunden führen.

### Abstieg
Nach Erreichen des Routenausstieges oder des Gipfels steigt die Seilschaft über (Wander-)Wege wieder zu ihrem Ausgangspunkt hinunter oder seilt über die Route ab. In manchen Gebieten sind auch sogenannte „Abseilpisten“ eingerichtet, auf denen abseits der gekletterten Route abgeseilt wird. Dies ist vor allem dann sinnvoll, wenn ein Abseilen über die Route andere Kletterer gefährden würde, beispielsweise wegen erhöhter Steinschlaggefahr.

## Ausrüstung

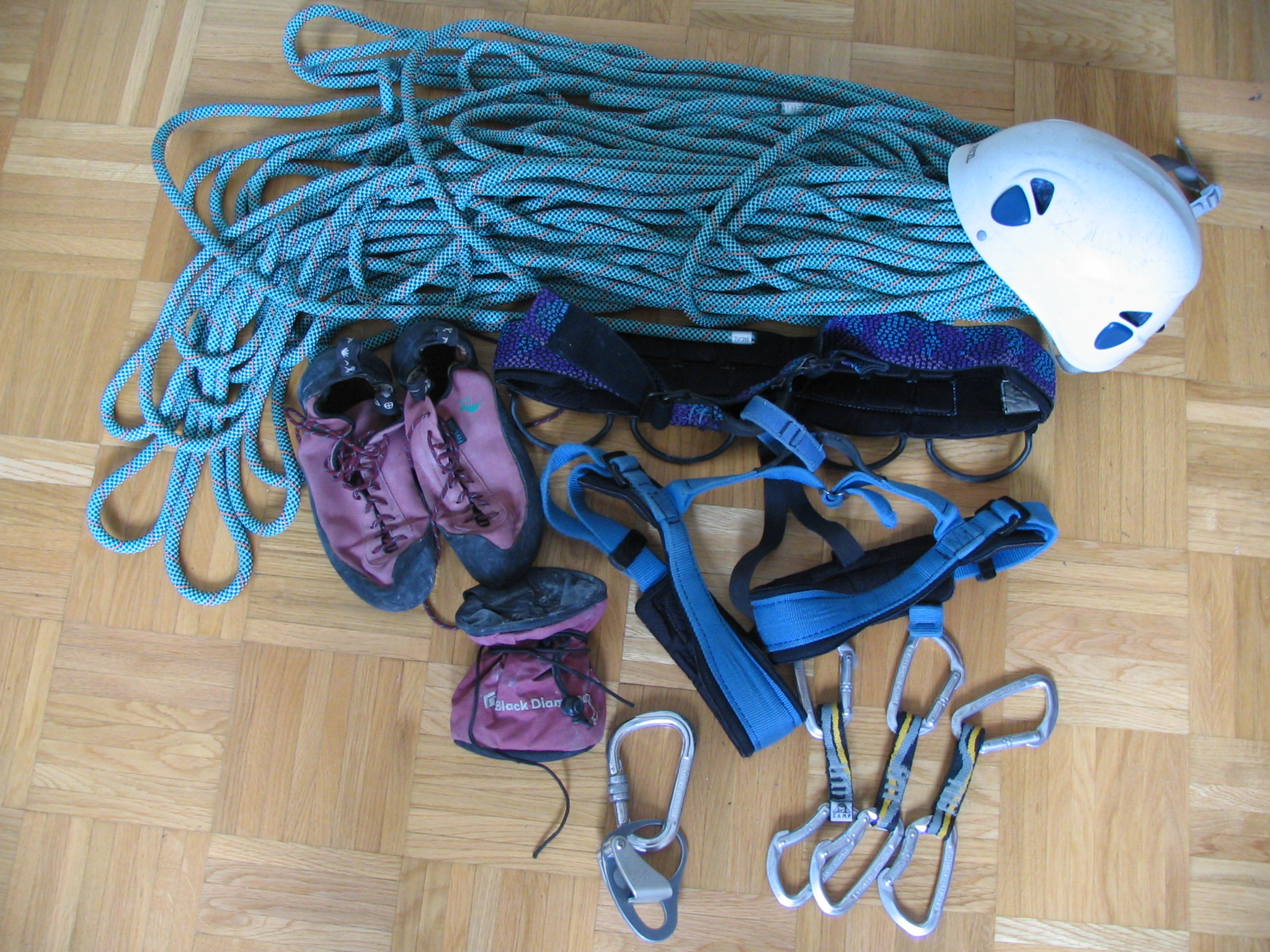
Ausrüstung, die beim Klettern verwendet wird

Grundsätzlich wird die beim Sportklettern verwendete Ausrüstung auch im alpinen Gelände verwendet, allerdings mit Anpassungen. So werden, oft Zwillings- oder Halbseile verwendet, dies ermöglicht lange Abseilstrecken und verringert bei Halbseilen die Seilreibung.
Außerdem wird im alpinen Gelände immer ein Helm getragen, anders als beim Sportklettern, wo dies häufig vernachlässigt wird. Für die Absicherung von nicht oder nicht ausreichend abgesicherten Routen werden mobile Sicherungsgeräte wie Friends, Camalots, Klemmkeile und Bandschlingen verwendet, diese sind in ausreichender Zahl mitzuführen. Da häufig abgestiegen werden muss, müssen Wander- oder Trekkingschuhe mitgeführt werden. Ausreichend warme Kleidung, die auch bei einem Wetterumschwung noch schützt, sollte immer mit dabei sein.
Für sehr lange Routen, bei denen in der Wand oder am Berg übernachtet werden muss, werden Portaledges oder Biwaksäcke verwendet. Häufig werden Biwaksäcke aber auch mitgeführt, wenn keine Übernachtung am Berg geplant ist. Einerseits um einem Wettersturz nicht schutzlos ausgeliefert zu sein, andererseits um vorbereitet zu sein, falls die Tour länger dauert als geplant.

## Gefahren
Durch das alpine Gelände bestehen beim Alpinklettern mehr Gefahren als beim Sportklettern im Klettergarten.
- Die Absicherung ist meist deutlich weniger als in Klettergärten und verlangt Eigeninitiative und das Können, mobile Sicherungsmittel erfolgreich zu setzen.
- Durch die größere Ausgesetztheit und die Möglichkeit, eine Seilschaft vor sich zu haben, ist Steinschlag wesentlich wahrscheinlicher. Auch können Tiere wie Gämsen und Steinböcke  oder Temperaturänderungen Steinschlag und Lawinen auslösen.
- Alpinkletterer sind durch die Länge ihrer Unternehmungen stärker Wetter- und Temperaturstürzen (ausgelöst zum Beispiel durch Gewitter) ausgesetzt.
- Eine Tour ist nicht am Ende der Kletterei zu Ende, sondern erst wieder im Tal. Der Abstieg oder das Abseilen kann sehr viel Zeit und Energie beanspruchen und muss deshalb realistisch geplant werden.
- Zusätzlich kommt erschwerend hinzu, dass die Rettung aus großen Wänden (zum Beispiel bei Verletzungen oder Wettersturz) meist schwieriger ist als in Klettergärten.